# Craterostigma smithii
Craterostigma smithii är en tvåhjärtbladig växtart som beskrevs av Spencer Le Marchant Moore. Craterostigma smithii ingår i släktet Craterostigma och familjen Linderniaceae. Inga underarter finns listade i Catalogue of Life.